# Kvarteret Pollux

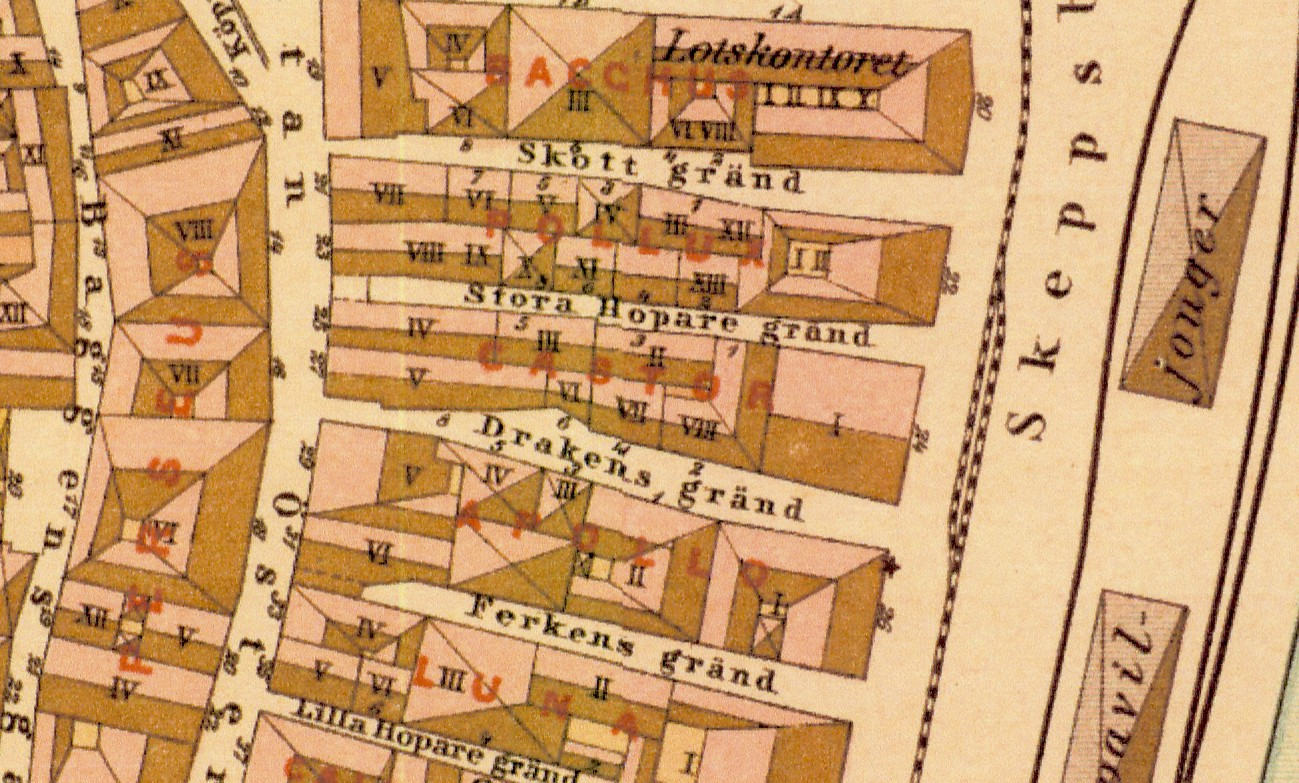
Kvarteren Pollux, Castor, Apollo m.fl. på Lundgrens karta 1885. Här anges fortfarande en äldre kvartersindelning.

Kvarteret Pollux är ett kvarter i Gamla stan i Stockholm.  Kvarteret omges av Österlånggatan i väst, Stora Hoparegränd i syd,  Skeppsbron i öst och Skottgränd i norr. Området för dagens kvarter Pollux kom till efter 1640-talet då Östra stadsmuren revs och ny byggbar mark anlades på delvis utfylld mark längs Skeppsbron. 

## Etymologi
Den övervägande delen av kvarteren i Gamla stan har döpts efter begrepp (främst gudar)  ur den grekiska och romerska mytologin.  Pollux var den ene av tvillingbröderna Castor och Pollux. De var hjälpare och beskyddare av människor i nöd. Liksom i mytologin har även kvarteret Pollux sitt tvillingskvarter Castor, som ligger direkt söder om Pollux.

## Fastigheter i urval
Kvarteret bildades år 1729 och hade då 13 fastigheter (Östra 75, Östra 76, Östra 77, Östra 78, Östra 79, Östra 80, Östra 81, Östra 82, Östra 83, Östra 84, Östra 85, Östra 86 och Östra 87). Även på Lundgrens karta från 1885 redovisas 13 fastigheter, som anges med romerska siffror (Pollux I-XIII). På Registerkartan över Stockholm från 1982 är kvarteret Pollux uppdelat i 11 fastigheter.

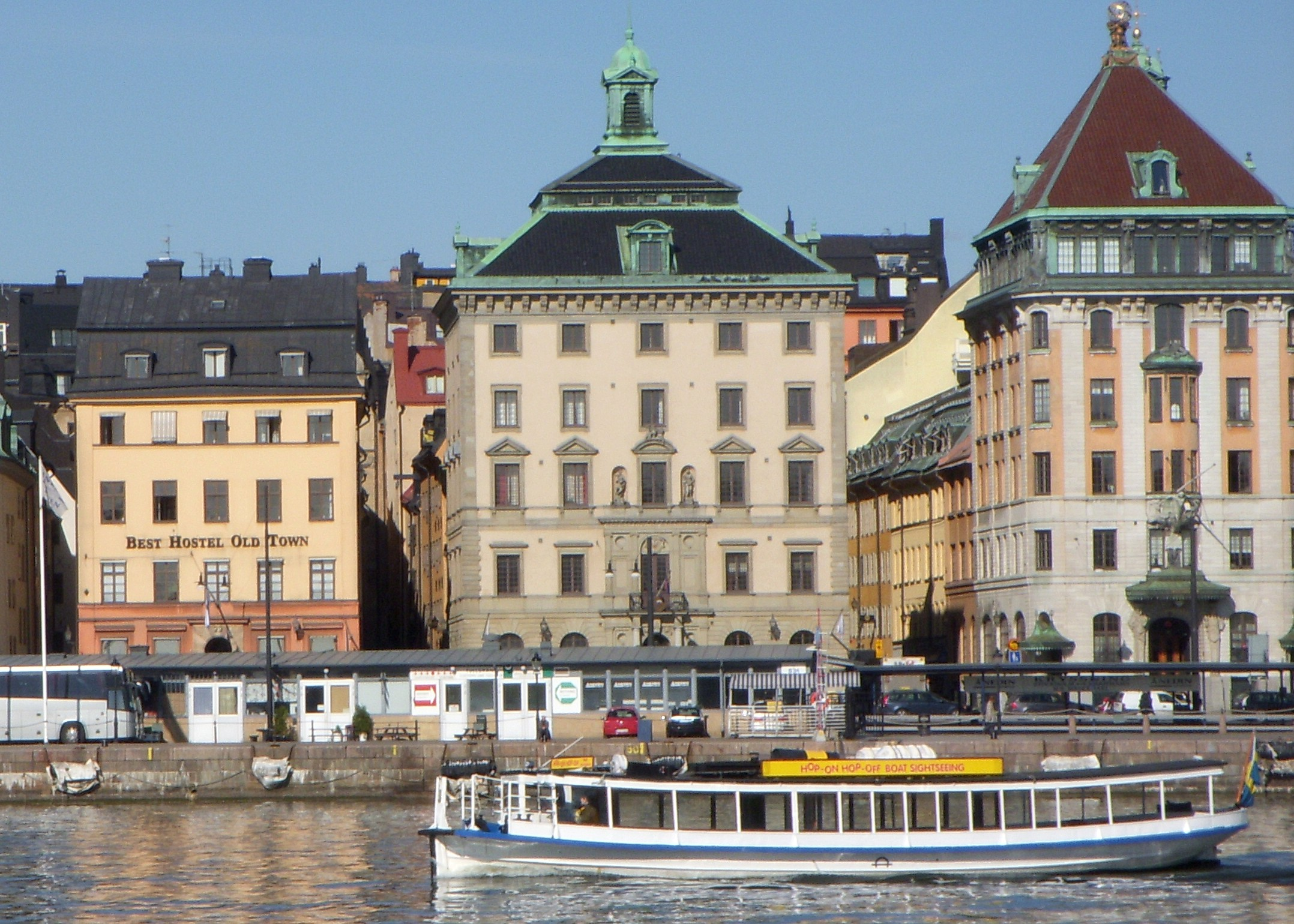
Fr. vä. "Pollux", "Bacchus", "Diana".

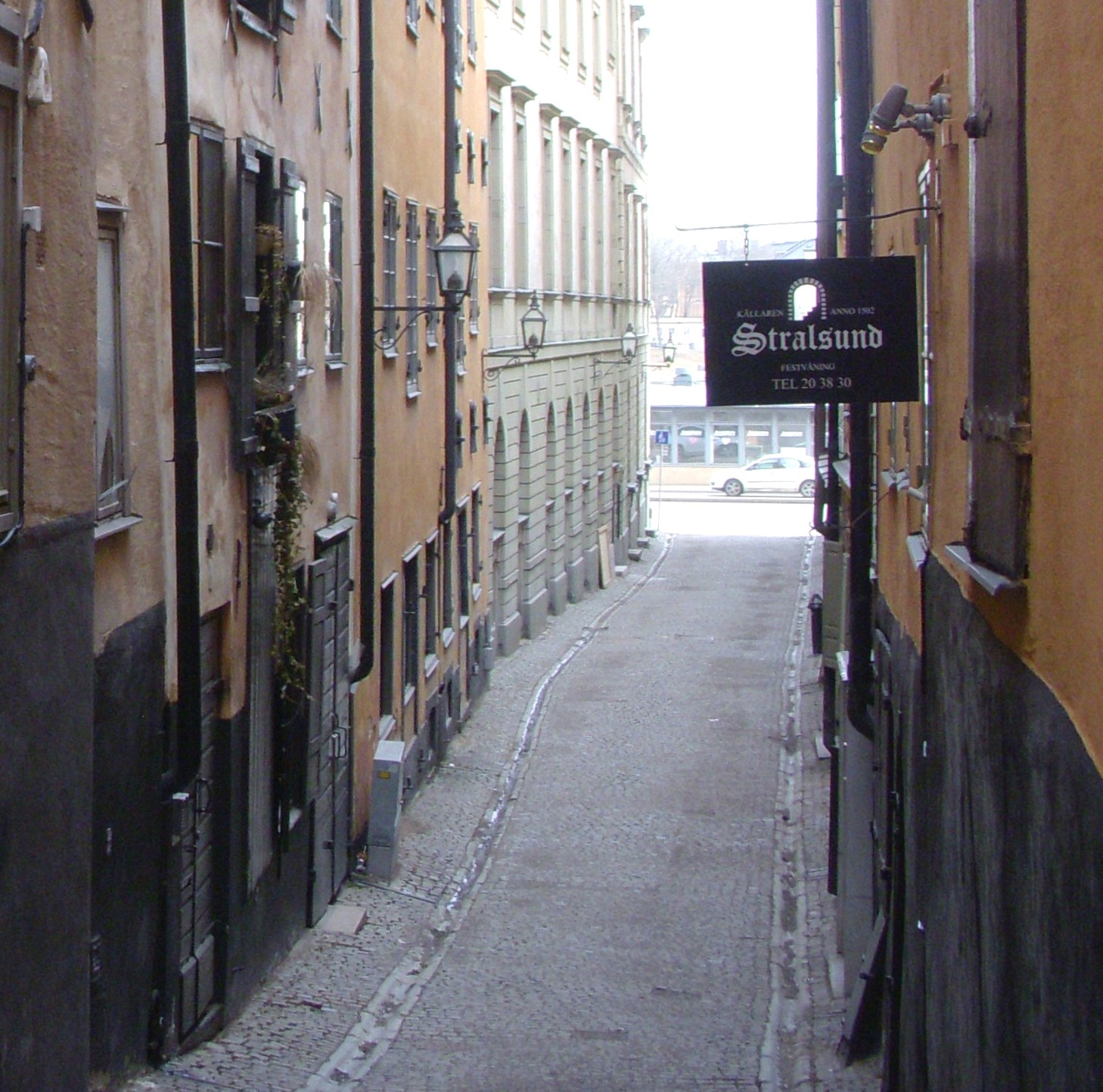
Källaren Stralsund från 1500-talet.

### Pollux 1
Mot Skeppsbron ligger Pollux 1 med Hobelinska huset uppfört 1670, förmodligen efter Nicodemus Tessin d.ä.s ritningar för handelsmannen Johan Paul Hobelin. År 1767 blev byggnaden för handelsmannen och järnkrämaren Eric Ostermans räkning påbyggt med en våning och omgestaltat enligt tidens smak. Fasadritningen från 1767 är undertecknad av ingen mindre än stadsarkitekten Johan Eberhard Carlberg med följande kommentar: "Wid denna Gafvel-bÿggnad är intet något at påminna. J.E. Carlberg". 

### Pollux 6
I Pollux 6 med adress Skottgränd 9 ligger Källaren Stralsund, en krog som kan dateras tillbaka till år 1502. De första källarvalven, som så småningom började användas som vinkällare, byggdes sannolikt någon gång under 1300-talet. Husdelen ovanpå byggdes därefter och innehade vinstuga och härbärge. De tidigaste legala spåren i ägarlängdens går tillbaka till början av 1500-talet. Dessförinnan tillhandahöll bl.a. "Båtsman Hiertz enka" "illegal utskänkning och galanta damer under nitton års tid".

### Pollux 7 och 8
Pollux 7 och 8 avser husen mot Österlånggatan. Detaljer i fasader, fönster och beslag tyder på att båda byggnader härstammar från 1700-talet och tidigare. Fasaderna blev dock omgestaltade under 1800-talet. Huset Österlånggatan 23 (Pollux 8) ägdes av järnkrämaren Erik Eriksson Lund. Här hade han sin järnbod åren 1647-1682. Från byggåret härstammar även den tunnlika valvöppningen till Stora Hopares gränd, där fastigheten är sammanbyggd med Österlånggatan 25. Huset blev delvis påbyggd 1849 och fick då sitt nuvarande utseende. Fasaden till Österlånggatan 21 (Pollux 7) ändrades 1873.

### Pollux 11
Från 1500-talets andra hälft finns Vindragarlagets hus i Pollux 11 vid Stora Hoparegränd 6. Byggnaden har kvar sitt äldre husnummer från 1747 som då var nr 85 och står skriven över porten. Byggnaden uppfördes mellan 1585 och 1602, ombyggdes ca 1640 och moderniserades 1747. Från 1818 till 1930 användes våningen en trappa upp av Vindragarlaget som härbärge. Denna lokal har bevarats oförändrad och visas av Stockholms stadsmuseum. Reliefen ovanför portalen avbildar vindragarens arbetsredskap, stockkniv och sugare. Fastigheten inköptes av Samfundet S:t Erik 1923, renoverades 1970 och är sedan 1992 ett statligt byggnadsminne.

## Bilder

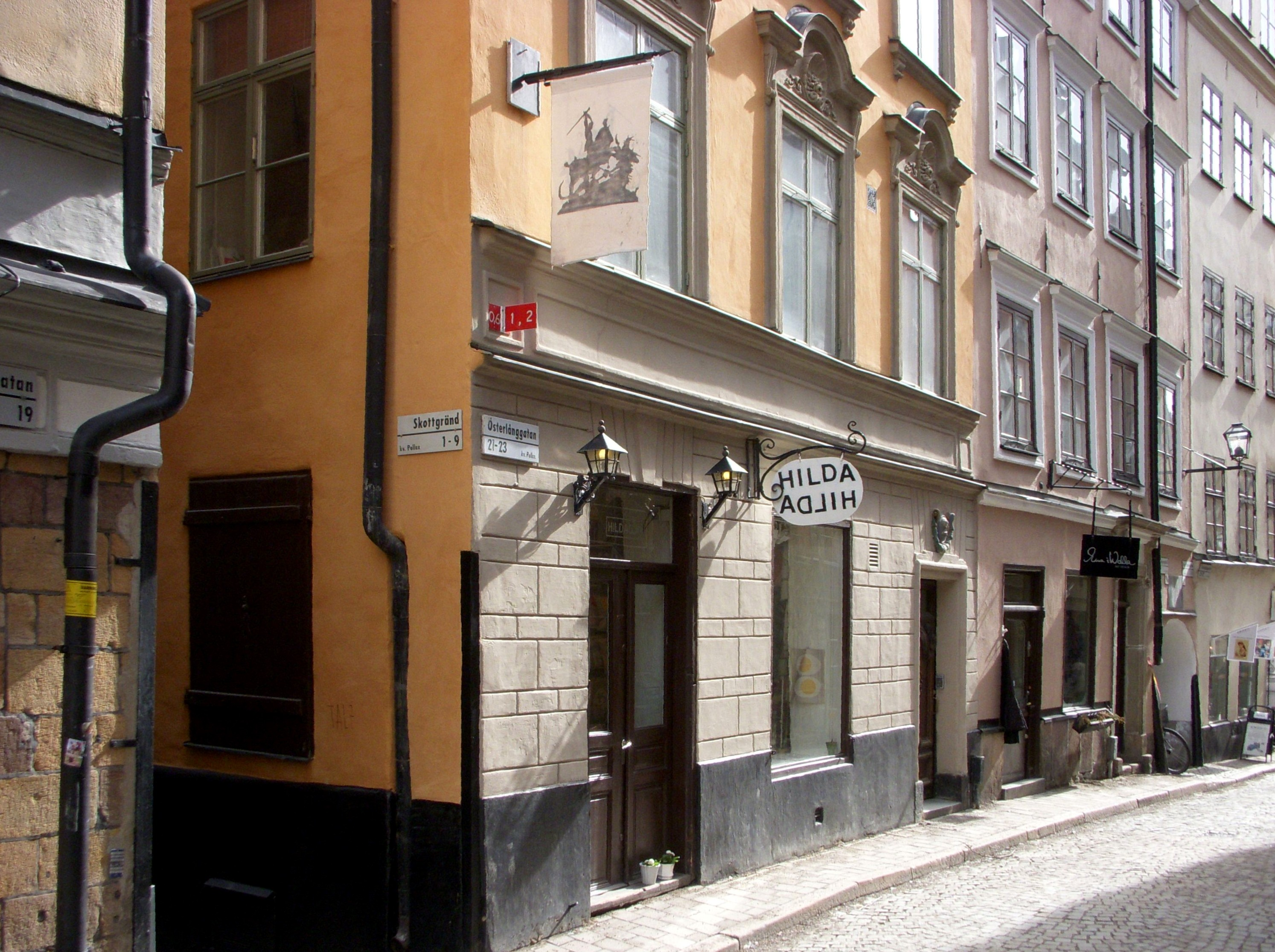
"Pollux 7 och 8" mot Österlånggatan
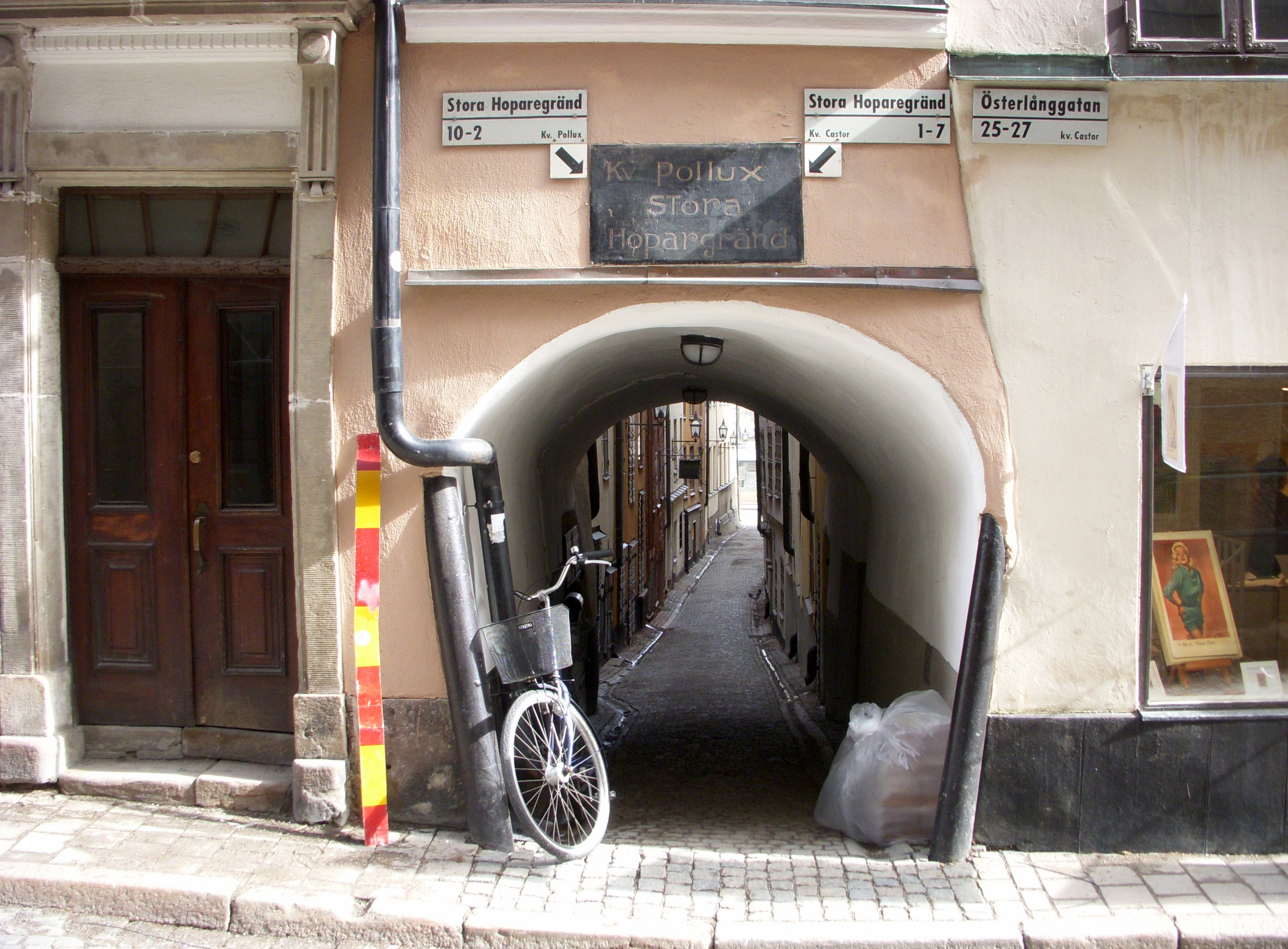
Valvet mot Stora Hoparegränd
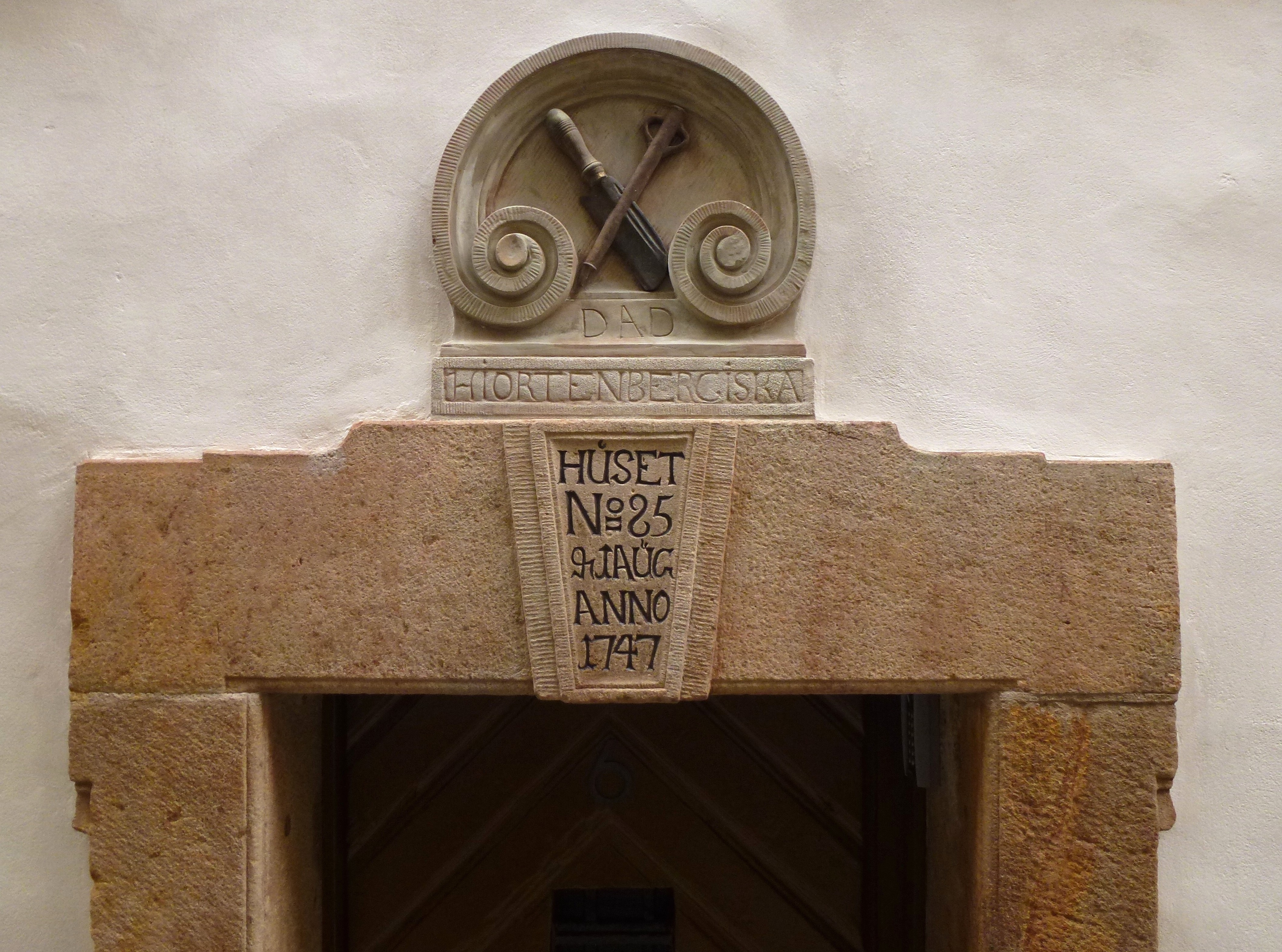
Portöverstycke, Vindragarlagets hus
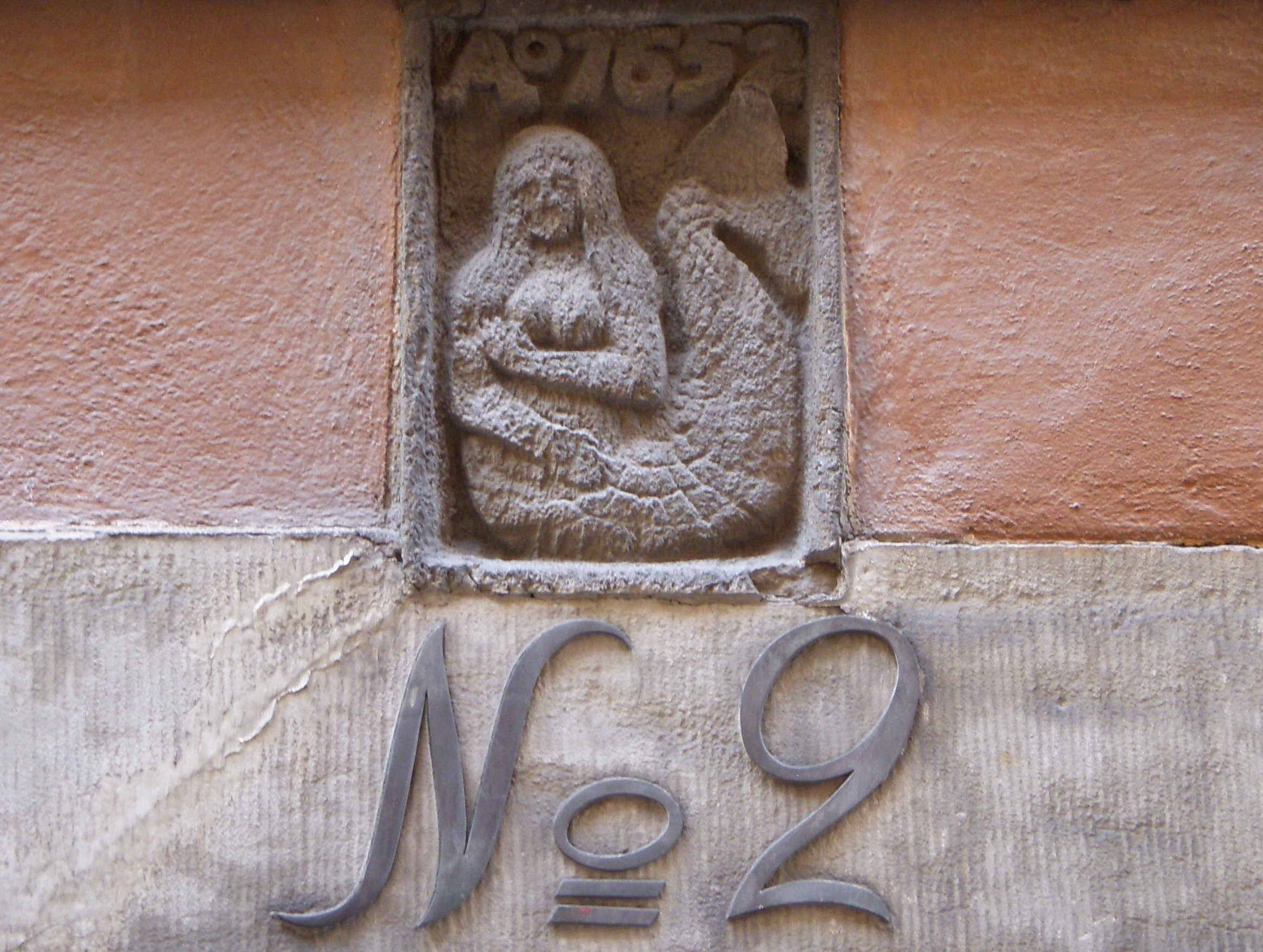
Husnummer och årtal i "Pollux 13"